# Васильев, Никанор Иванович
Никанор Иванович Васильев (27 ноября [9 декабря] 1832, Калуга — 5 марта 1917, Калуга) — русский врач и коллекционер.

## Биография
Родился 27 ноября (8 декабря) 1832 года в Калуге в семье фельдшера. Его дед — вольноотпущенный крепостной крестьянин.
Окончил медицинский факультет Московского университета. Работал врачом в городах Калужской области Жиздре, Медыни, Боровске. Позднее — в Херсоне, Ярославле, Нижнем Новгороде.
В 1901 году вернулся в Калугу.
В 1905 году Васильев составил завещание, по которому принадлежащая ему художественная коллекция, дом и всё имущество передавалось городу: «Вместе с домом и землёю завещаю находящиеся в доме художественные предметы, а именно картины, мраморные и бронзовые статуи по особо составленной мною описи, которые должны послужить к устройству художественного музея и при нём художественно-промышленных классов». Согласно завещанию, в доме предполагалось также разместить общежитие для крестьянских детей, проходящих курс обучения в городских школах. В прошлом в бывшем доме Васильевых располагался Калужский музей изобразительных искусств (современный адрес: ул. Дзержинского, 81). В настоящее время это исторический памятник.